# Taxi
Pour les articles homonymes, voir Taxi (homonymie).

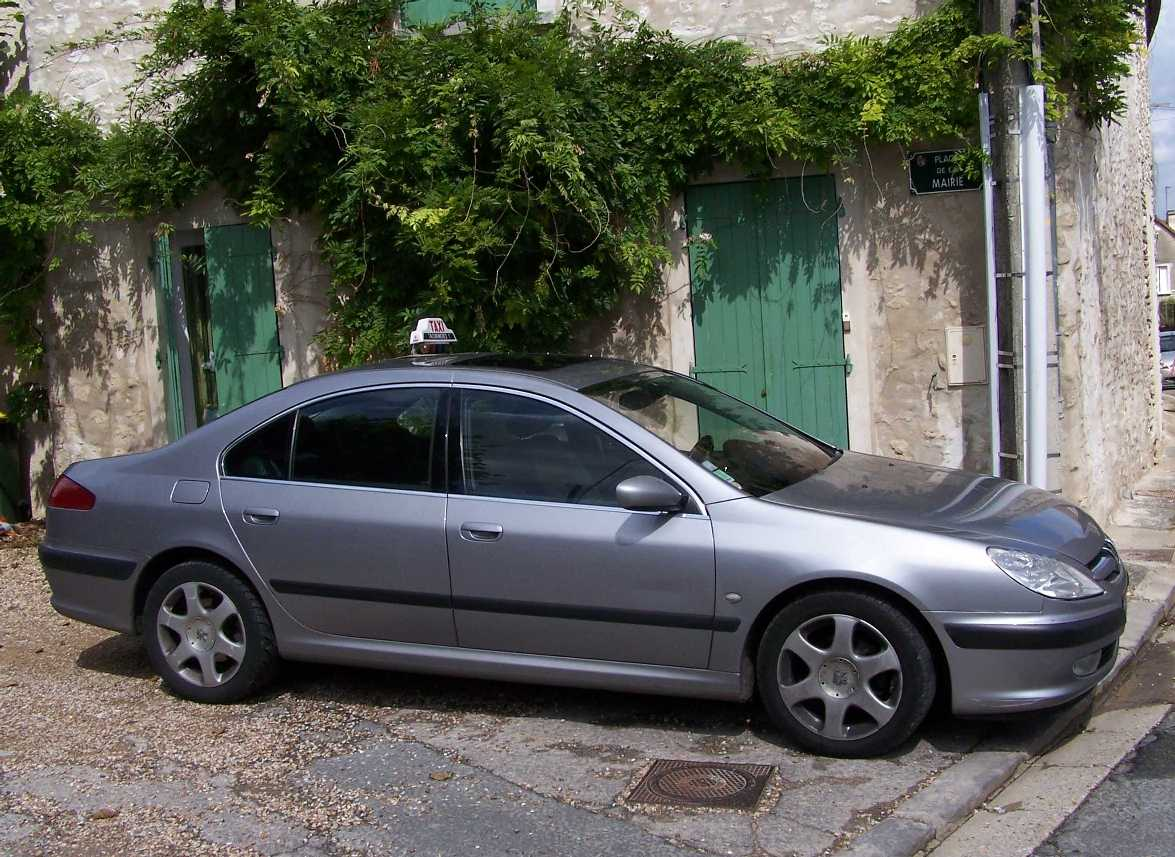
Taxi en France

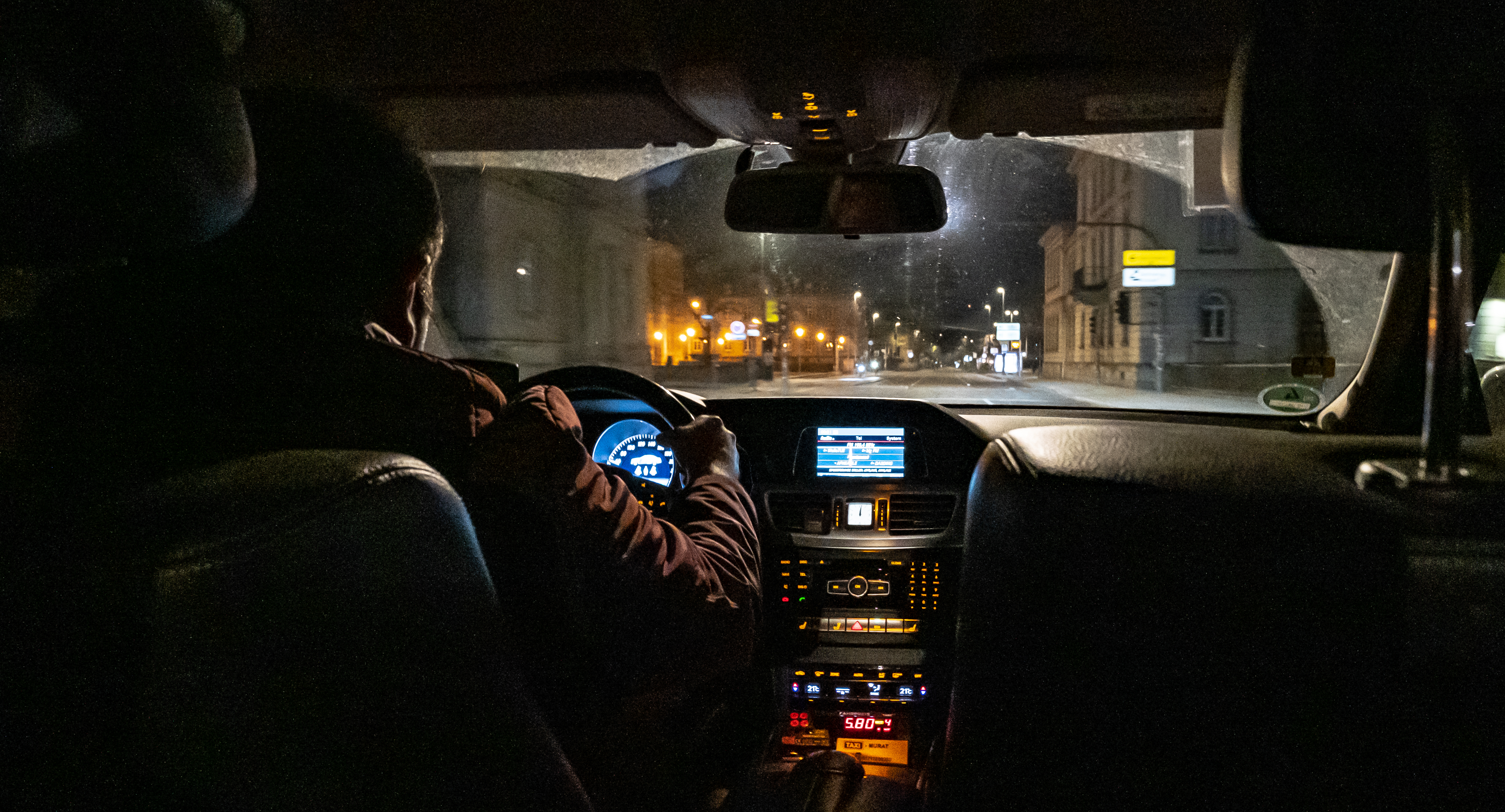
Trajet en Taxi à Tübingen (Allemagne)

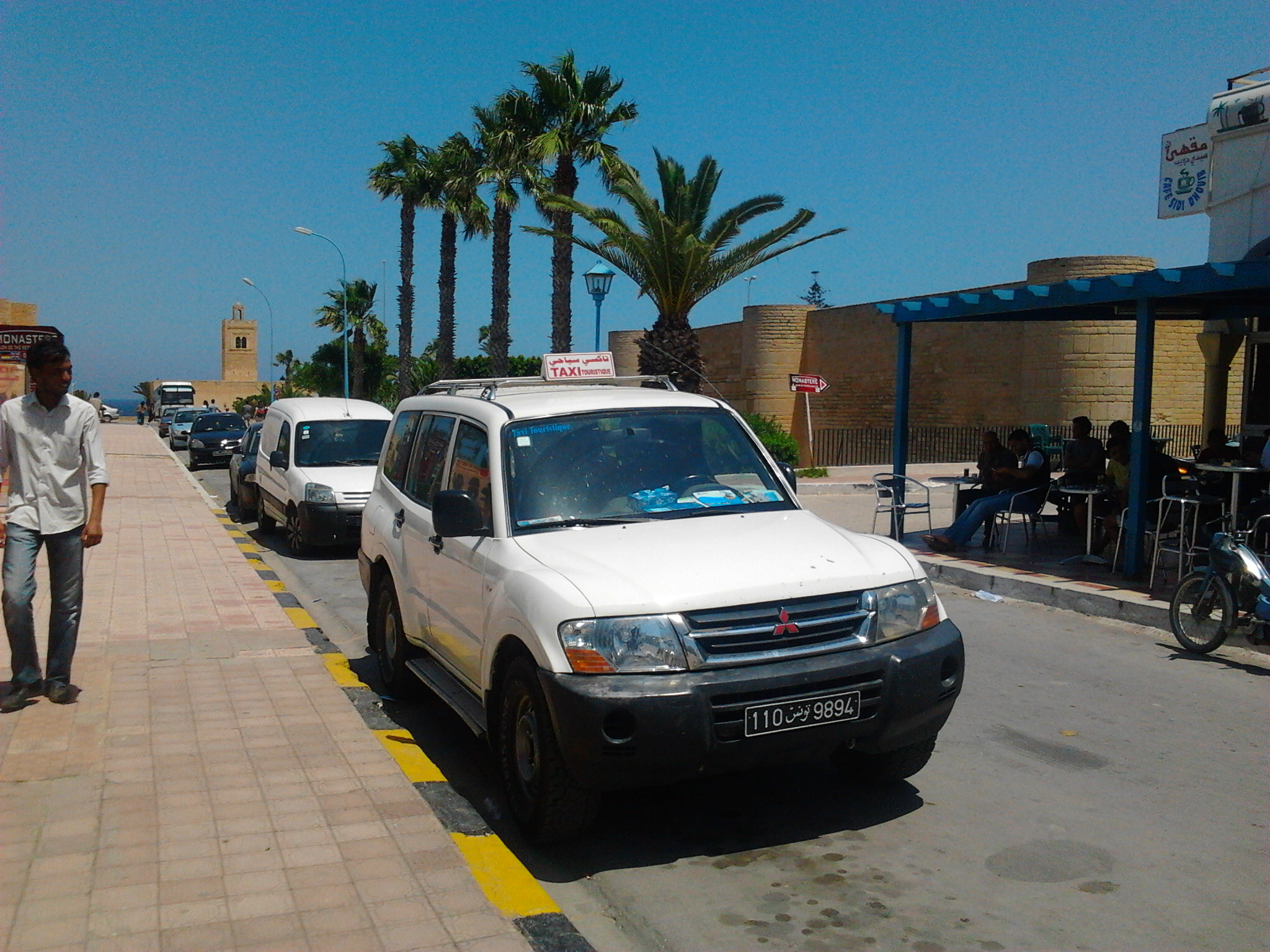
Taxi touristique Mitsubishi Pajero en Tunisie

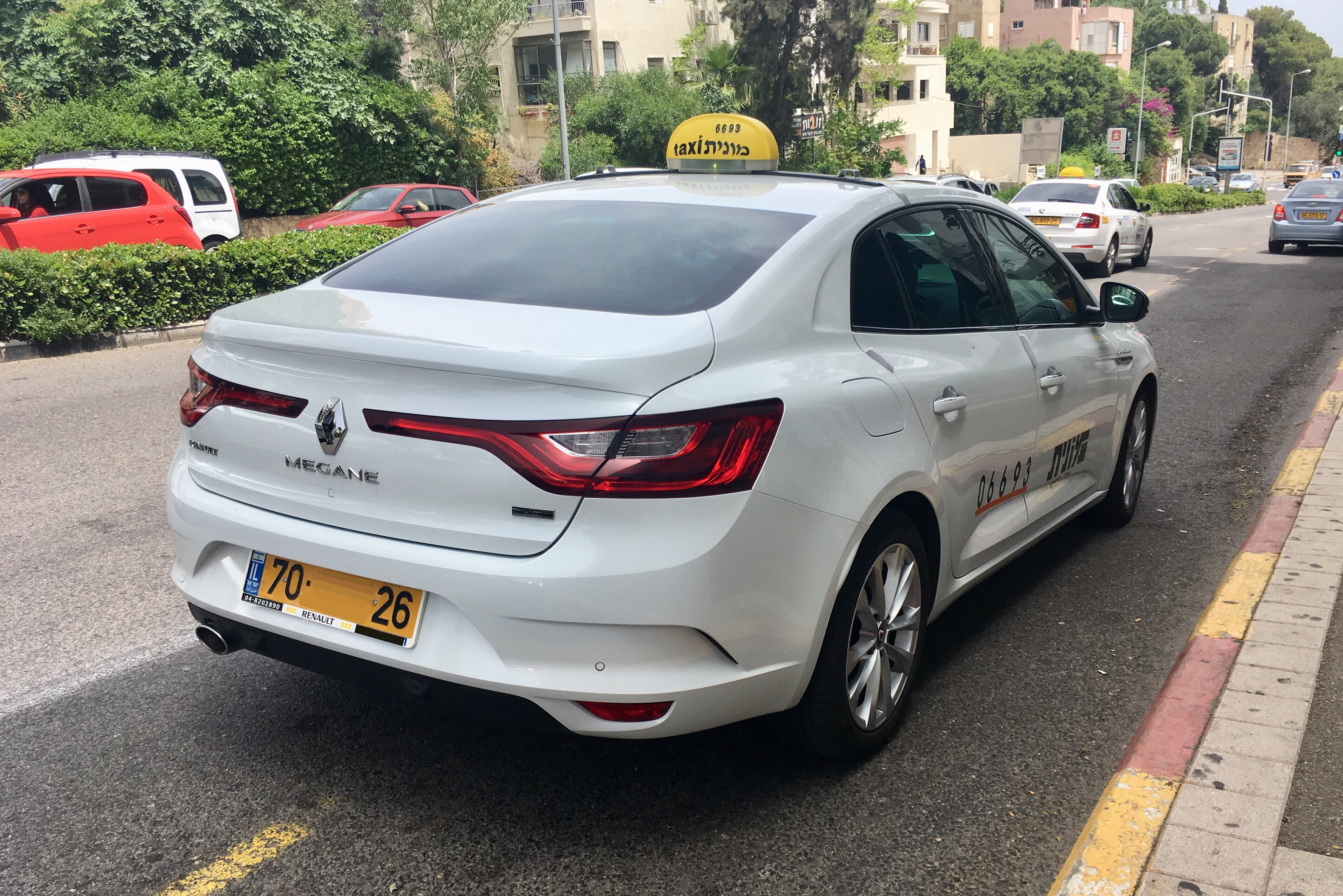
Taxi Renault Mégane en Israël

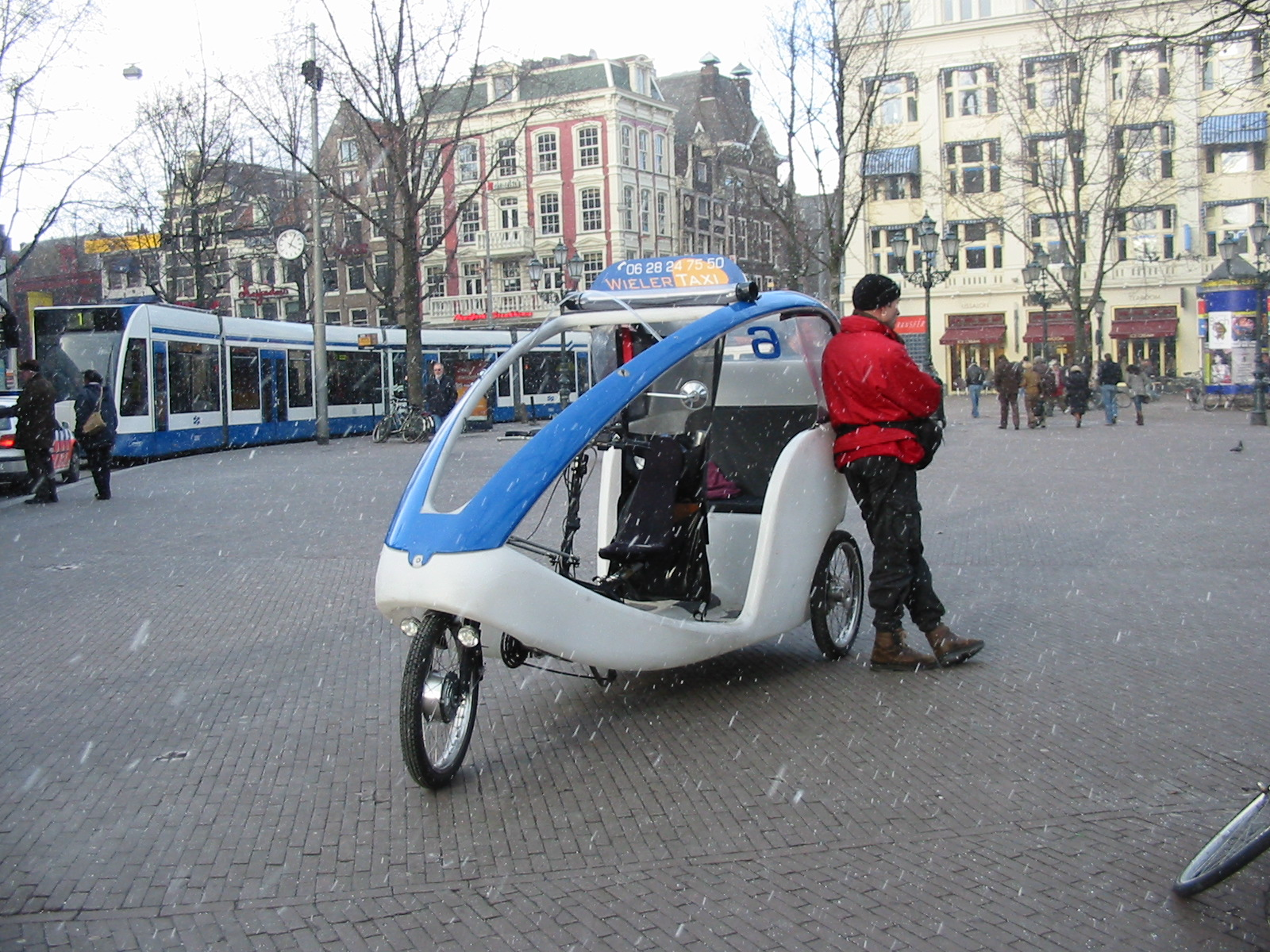
Taxi écologique à Amsterdam (Pays-Bas)

Le taxi est un véhicule automobile terrestre privé, conduit par un chauffeur et destiné au transport payant de passagers et de leurs bagages, de porte à porte, contrairement aux transports en commun qui transportent les passagers entre des points prédéterminés (stations de métro, stations de tramway, arrêts de bus, gares).
Cependant, dans certains pays, il existe une différence entre les taxis particuliers et les taxis communs.

## Origine du mot

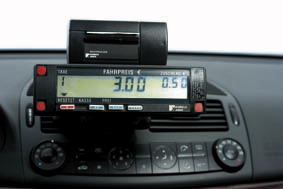
Exemple de taximètre.

La plupart des dictionnaires étymologiques font du mot taxi l'apocope de taximètre, appareil destiné à mesurer à la fois le temps et la distance d'un trajet pour établir le montant à payer par le passager, également appelé compteur horokilométrique. Le terme français vient de taxameter, mot allemand inventé en 1890 pour qualifier l'appareil, et formé du radical d'origine grecque ancienne taxi-, au sens de taxe, et du suffixe -meter, signifiant mesure . On parle à Londres de taximeter cab dès 1907, mais l'invention date de 1867.
L'historien Michel Pastoureau soutient une autre explication : il attribue l'origine du mot à la maison de Thurn und Taxis, une famille princière allemande qui a fondé et organisé la poste européenne aux xve et xvie siècles, puis en Allemagne, les premiers véhicules hippomobiles faisant office de taxis. Il attribue aussi à cette origine — au moins en partie — l'usage du jaune pour les véhicules postaux et les taxis de nombreux pays, le jaune étant la couleur héraldique de la famille et celle de la livrée de ses employés.

## Histoire
Le service de voitures à disposition du public apparaît dès l'Antiquité : à Byzance existaient des chars en attente de clientèle et un système de boulier — ancêtre du compteur — relié aux essieux permettait au client de payer à la boule.
Des ancêtres du taxi se développent à la fin du Moyen Âge, mais plus vraisemblablement au XVIe siècle, à Londres vers 1550, ou à Paris, dès 1617, avec la chaise à porteurs, ou « à bras », qui est réglementée, ainsi que, plus tard, le principe de voiture de petite ou grande remise ou de louage, mais restent réservés aux « personnes de qualité ».
Un certain Nicolas Sauvage, facteur des maîtres de cochers d'Amiens, s'établit à Paris et y ouvre vers 1637 un dépôt de voitures de louage avec cocher dans la rue Saint-Martin. Son parc de vingt carrosses se trouve en face d'un hôtel à l'enseigne de Saint Fiacre et offre le premier service de voitures à disposition du public, les fiacres — ancêtres des taxis parisiens — qui remplacent progressivement les chaises à porteurs. Ces méthodes de transport sont l'apanage de privilégiés, avec d'un côté peu d'exploitants qui se partagent un monopole, de l'autre une clientèle issue de la bourgeoisie. On trouvait alors des « carrosses à cinq sols » qui, réglementés par voix de privilège, annoncèrent en mai 1662, sur les murs de Paris : « On fait aussi savoir que par l’arrêt de vérification du parlement défenses sont faites à tous soldats, pages, laquais et tous autres gens de livrée, manœuvres et gens de bras, d’y entrer pour la plus grande commodité et liberté des bourgeois ».
En 1703, la police réglemente la circulation de ces fiacres et leur attribue des numéros, sorte d'immatriculation avant la lettre. Le 24 novembre 1790, révolution oblige, l’exploitation des voitures de louage devint libre.
Différents systèmes ont été mis en place pour définir le tarif des fiacres. Par exemple, le 3 octobre 1800, on tente de réglementer le tarif à Paris : on paie un franc et cinquante centimes la course et deux francs l’heure, les deux sommes se négociant, ce qui provoque des conflits. Le salaire hebdomadaire d'un ouvrier est à cette époque de cinq francs, en ville, ce n'est donc pas un moyen de transport populaire. En 1822, une première réglementation ferme est enfin appliquée : on créa cent cabriolets rattachés à une régie municipale avec tarifs à l'heure ou à la course. En 1830, le cocher doit avoir sa carte d'immatriculation et la remettre si besoin au passager. En 1841, est créé un service de surveillance des fiacres qui pointe les départs et les arrivées en fonction des points de stationnement, très limités dans la capitale. Au cours de la première moitié du XIXe siècle, apparaissent de nouveaux modèles de fiacre : la citadine, l'urbaine, le delta, le cabriolet compteur, la lutécienne, le cabriolet-mylord, la thérèse, le cab ; peu à peu le vieux cabriolet de couleur jaune disparaît devant le coupé. On les appelle parfois « petite voiture ». En 1855, la ville de Paris accorde des concessions à trois entreprises dont la Compagnie générale des omnibus, pour les transports en commun avec trajet imposé, et la Compagnie générale des voitures de place et de remise, confiée à Victor Caillard — devenue en 1862, la Compagnie impériale des petites voitures (CPV) —, pour les courses privées à la demande. D'autres compagnies de voitures de place émergèrent après 1866 comme l'Urbaine, la Camille, la Coopérative, mais la CPV demeura longtemps la plus importante. Au début du Second Empire, la ville de Paris prélevait à l'année une taxe de 150 francs par cocher et avait enregistré 1 390 voitures de place, sur un total de 4 487 véhicules en service toutes catégories confondues, sans compter le nombre de chevaux qu'il fallait entretenir et suivre, le crottin étant un excellent engrais.
Le tarif est défini comme un « arrangement » (taxi en grec) en fonction d'une distance parcourue d'où la création de taximètre, qui remplace le compteur. Le compteur kilométrique pour taxis est inventé à l'époque des fiacres par le franco-russe Stéphane Drzewiecki, qu'il lance à Paris en 1867 , mais le taximètre moderne est inventé à Berlin en 1891 par Friedrich Wilhelm Gustav Bruhn (en). Le terme actuel « taxi » est apparu vers 1900 par apocope de taximètre ; les véhicules équipés de ces compteurs étaient alors appelés « fiacres à taximètre ».
À la fin du XIXe siècle se développent en Europe et aux États-Unis des taxis automobiles d'abord électriques puis à essence. En 1905 en France, Renault met en circulation son modèle AG1. Les taxis automobiles remplacent dès lors les fiacres à quatre ou deux places, la calèche et le landau.
Après la première guerre mondiale, un nouveau modèle de Taxi apparaît, la « Rolls-Royce des cabs ».
Dans les années 1950 et 1960, le taxi se développe et se normalise, avec l'obligation d'avoir un signe « taxi » lumineux en 1954 en France, ainsi que le développement des moteurs diesel par Peugeot en 1959.
À partir de 1995, seules les voitures ayant un signe « taxi » lumineux peuvent se soumettre à l’appellation « taxi ».
En 2009, Garrett Camp, Travis Kalanick et Osacar Salazar introduisent, avec un objectif de développement mondial, la concurrence du modèle économique des taxis en créant la société Uber. Les clients peuvent dorénavant utiliser des applications mobiles pour commander une voiture de transport avec chauffeur (VTC) en utilisant la géolocalisation par GPS pour localiser les clients, rendant la maraude totalement numérique. Les chauffeurs de taxi dénoncent une concurrence déloyale, ils font  partie du premier secteur économique à faire face la rupture économique qu'on appellera uberisation.
De nouveaux projets de taxis volants électriques sont à l'essai, le CityAirbus a été testé en Allemagne, également à Dubaï. Il pourra transporter plusieurs personnes sur une distance de 50 km maximum. Ce genre d'invention est également regardé et convoité par Paris; le projet est suivi par la RATP, et Airbus. Uber souhaite également se moderniser en proposant des voitures volantes pour ses services.

## Taxis par pays
Dans les pays industrialisés, les taxis sont généralement des automobiles équipées d'un taximètre dont le fonctionnement est soumis à une vérification périodique de la part d'un organisme indépendant (souvent dépendant de l'État). Les taxis sont pour la plupart des véhicules automobiles spacieux.
Dans les pays moins riches, d'autres types de véhicules peuvent prendre le rôle de taxis : les rickshaws, les pousse-pousse, le taximan (Afrique subsaharienne), etc. Dans ce cas, le prix du voyage est souvent fixé à l'avance entre le chauffeur et les passagers, en fonction de la distance estimée du parcours. On pratique également le taxi collectif, sorte de minibus se déplaçant à la demande.

## Profession
Dans la plupart des villes du monde, la profession de chauffeur de taxi est strictement encadrée. Il faut, pour l’exercer, avoir passé avec succès un examen professionnel plus ou moins difficile selon le pays ou la ville.
Il faut ensuite avoir à sa disposition un véhicule autorisé. Cette autorisation, ou licence, n’est accordée qu’aux véhicules qui présentent certaines caractéristiques (comme la dimension, l’habitabilité, ou la couleur de carrosserie) et qui possèdent certains équipements obligatoires (comme un taximètre, un signal lumineux, etc.). Mais alors que dans certaines villes comme Londres (Royaume-Uni) ou dans certains pays comme l’Irlande, les Pays-Bas ou la Suède, ces licences sont accordées dès que le véhicule remplit les conditions imposées, dans d’autres endroits comme à New York, en France ou en Italie, le nombre de licences est contingenté. C’est-à-dire que le nombre total de véhicules autorisés dans une zone géographique donnée (comme la commune ou l’agglomération) est strictement limité. En cas de contingentement, et quand les licences de véhicules sont cessibles, leur rareté peut leur conférer une valeur vénale très élevée. Les propriétaires de licences ont alors intérêt à ce que la rareté soit au moins maintenue.
Sous la pression de la demande de transport, les autorités peuvent cependant décider d’augmenter le nombre de licences. La manière dont sont attribuées ces nouvelles licences varie beaucoup d’un pays à l’autre. En France elles sont données périodiquement, puis sont cessibles par leur titulaire. À New York ou à Hong Kong, elles sont vendues aux enchères.
Les licences peuvent être réservées à des chauffeurs sur la base d’une licence par personne ; on a alors des artisans-taxis propriétaires de leur licence. Elles peuvent aussi être accordées à des entreprises qui soit les louent à des chauffeurs soit emploient des chauffeurs salariés. Paris (France) et New York (États-Unis) ont un système mixte où un contingent de licences est réservé à des artisans et un autre contingent à des entreprises.
Après les chauffeurs et les propriétaires de licences, le contrôle de l’autorité régulatrice peut s’exercer sur un troisième niveau, celui du central d’appel téléphonique pour la réservation de courses. Ces centraux peuvent appartenir à des associations d’artisans-taxis, à des entreprises possédant des licences ou encore à des entreprises de logistique débordant largement le domaine du taxi. Parce que cette activité favorise les monopoles abusifs, l’autorité régulatrice peut, comme à Stockholm (Suède), veiller à ce qu’un nombre suffisant de centraux coexistent pour assurer la concurrence, elle peut aussi accorder le monopole d’un central à une entreprise concessionnaire pour une durée limitée, comme à Genève (Suisse).
Par la loi du 1er octobre 2014 n° 2014-1104, le législateur français a choisi de mettre fin à la cessibilité des licences de taxi (autorisations de stationnement) pour l'avenir. Les licences délivrées après la loi seront temporaires et incessibles ; par exception, celles délivrées avant la loi demeureront cessibles. L'article L. 3121-2 du code des transports qui fondait le droit de présentation des taxis a été réformé en conséquence.

## Galerie

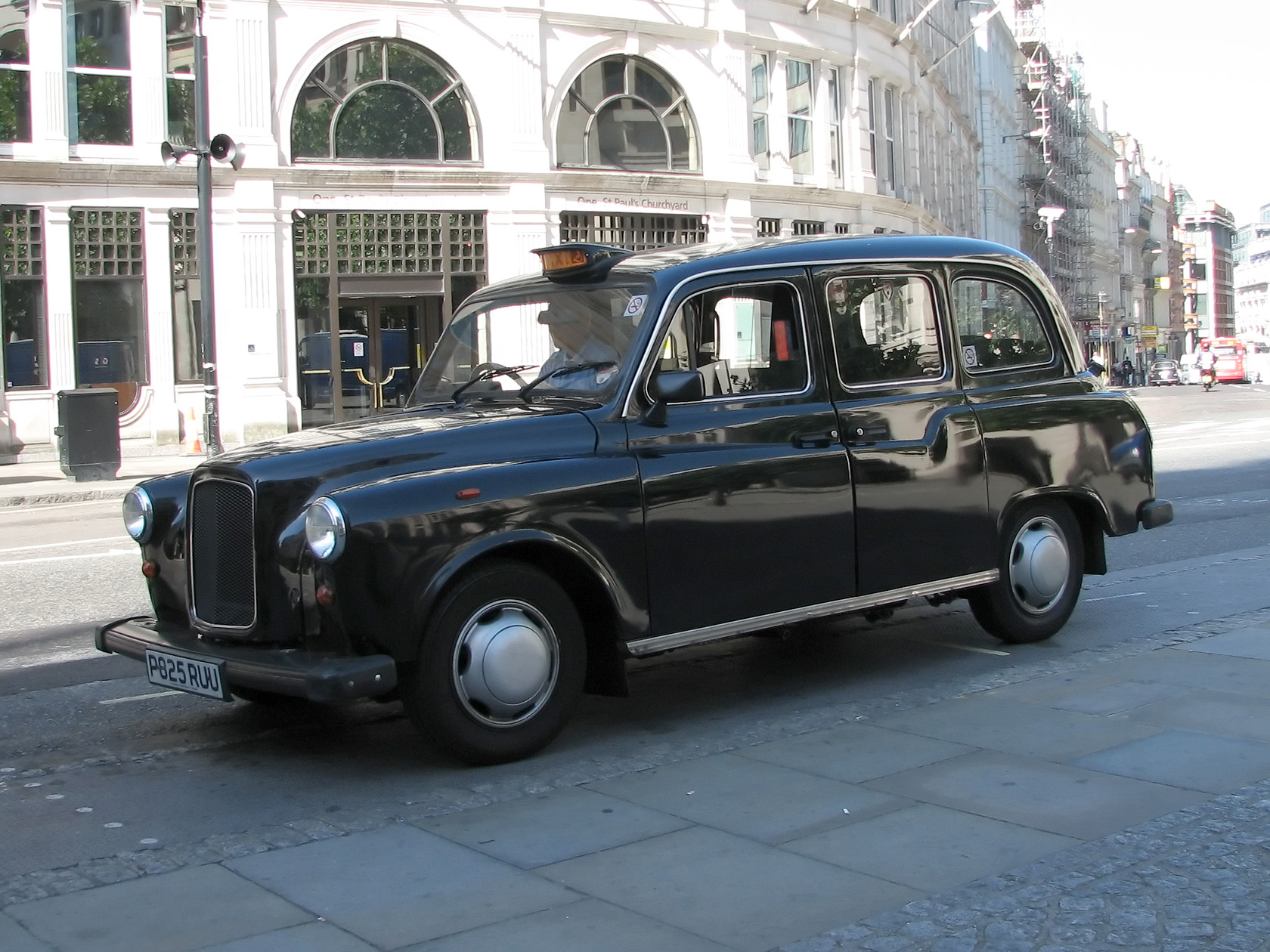
Taxi à Londres (Royaume-Uni)
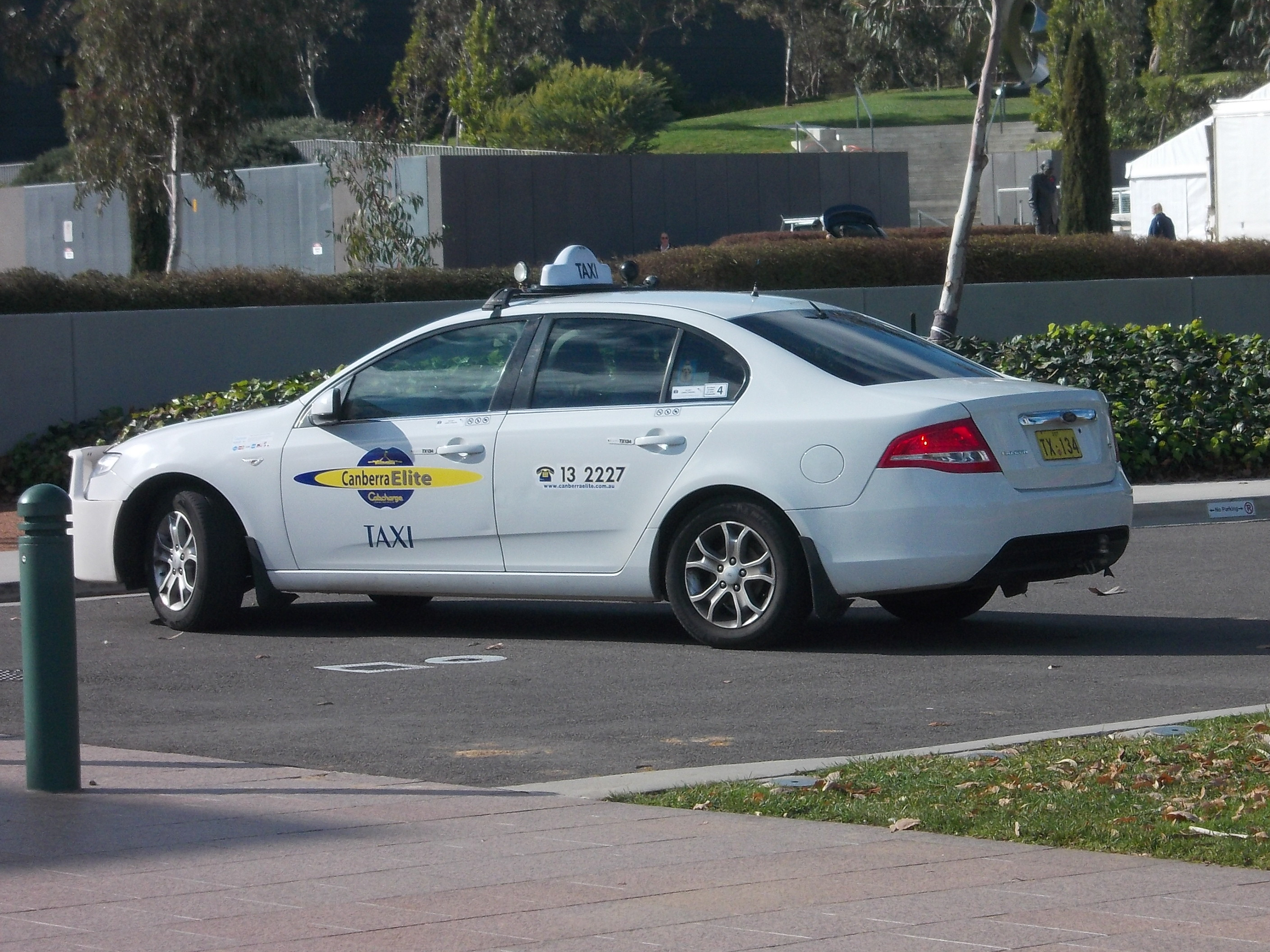
Taxi Ford Falcon à Canberra (Australie)
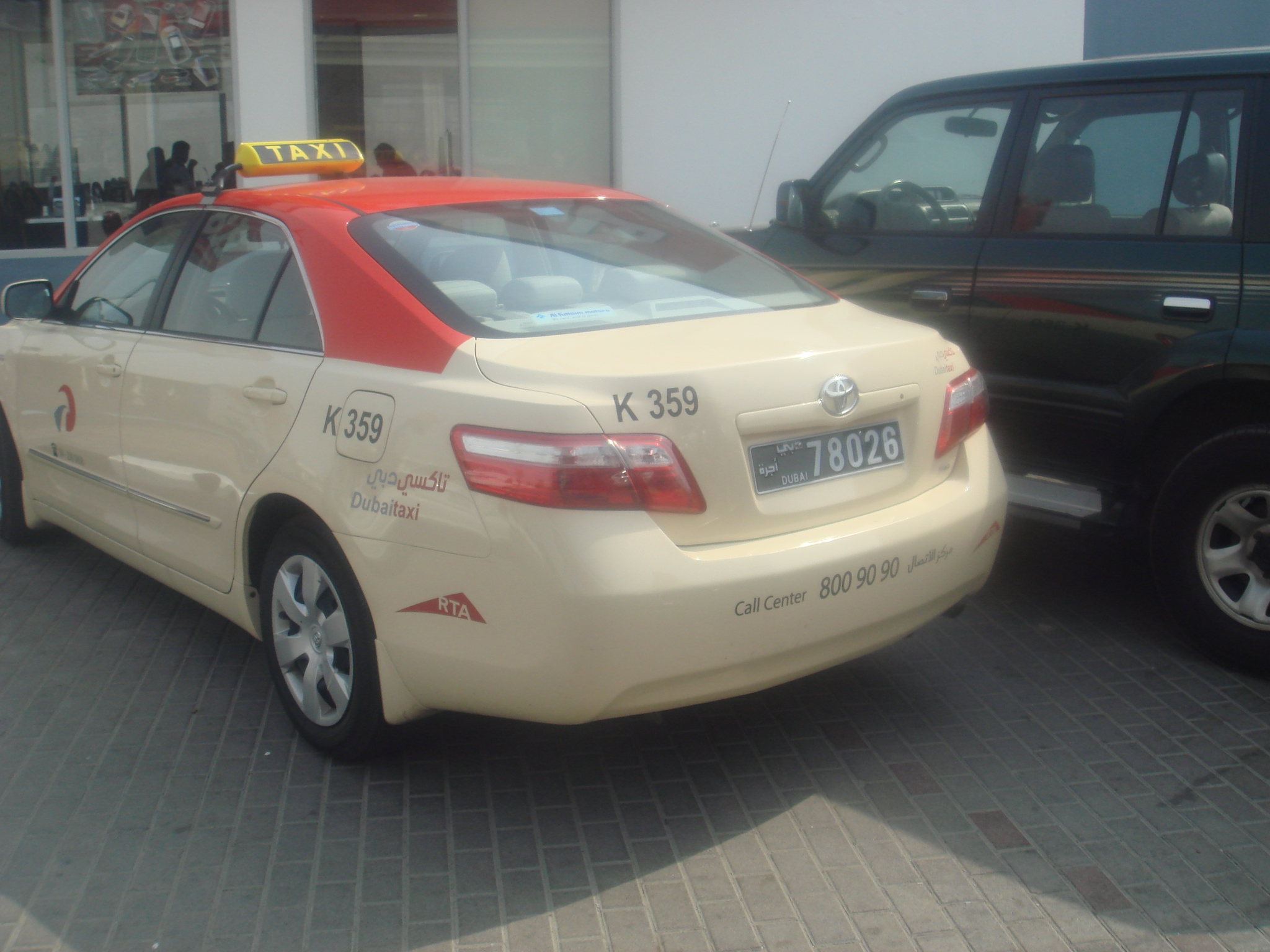
Taxi Toyota Camry à Dubaï (Émirats arabes unis)
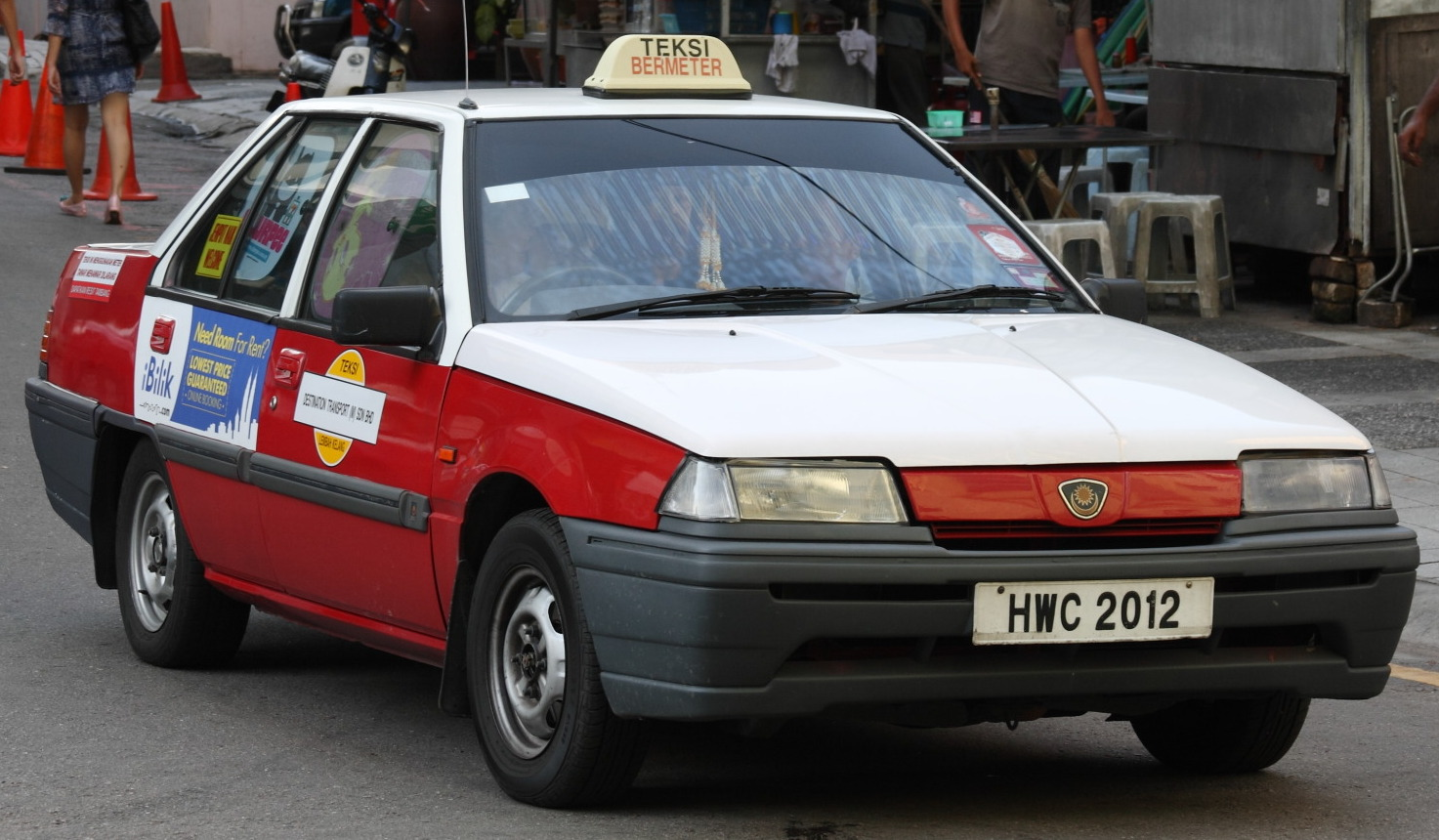
Taxi Proton Saga Iswara à Kuala Lumpur (Malaisie)
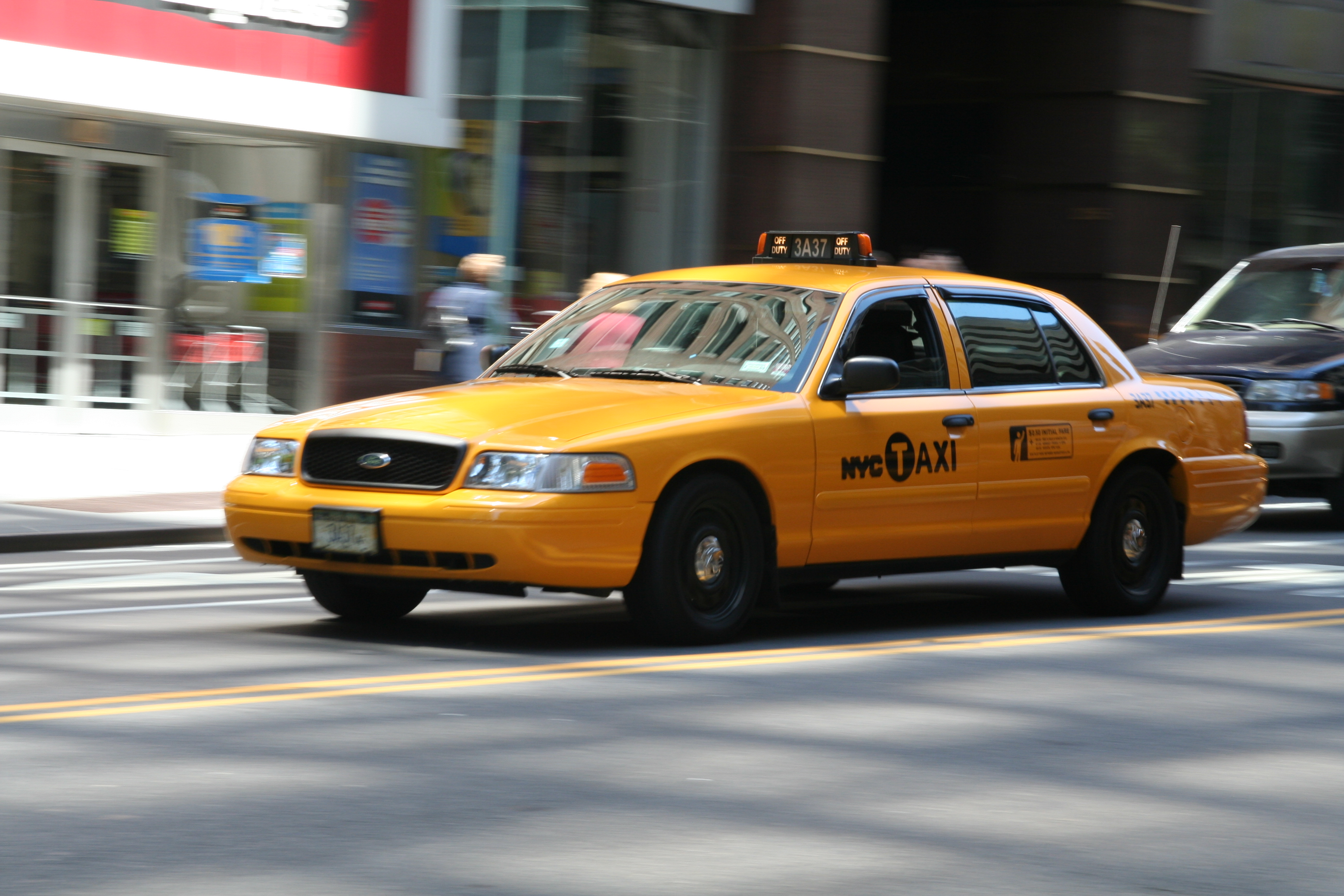
Taxi à New York (États-Unis)
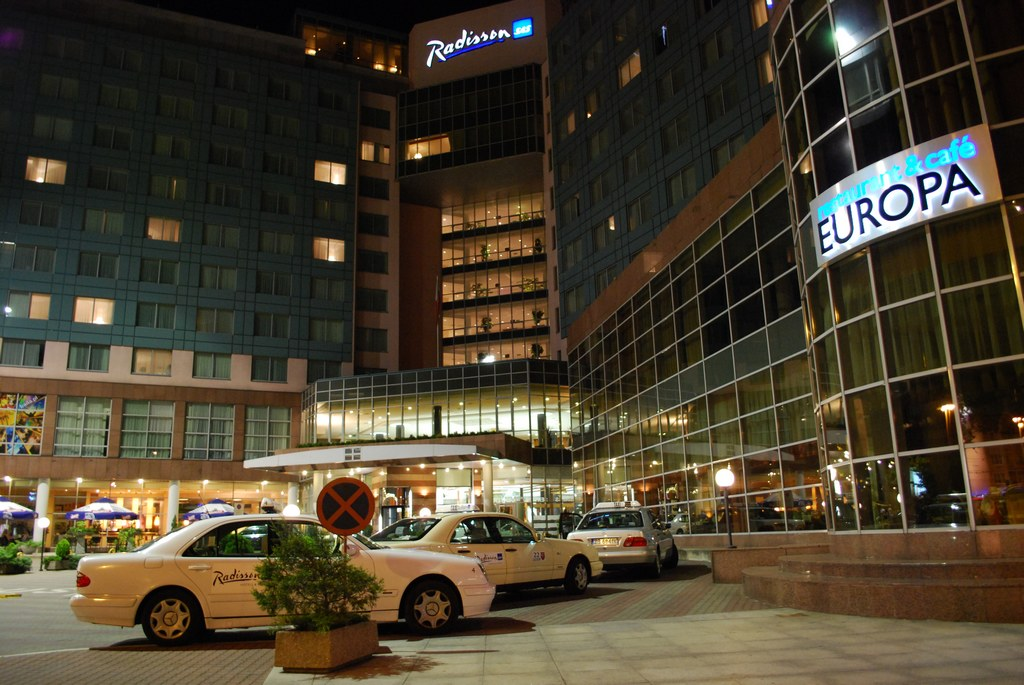
Taxi à Szczecin (Pologne)
Taxi Toyota Crown Comfort G.P.L. à Hong Kong.
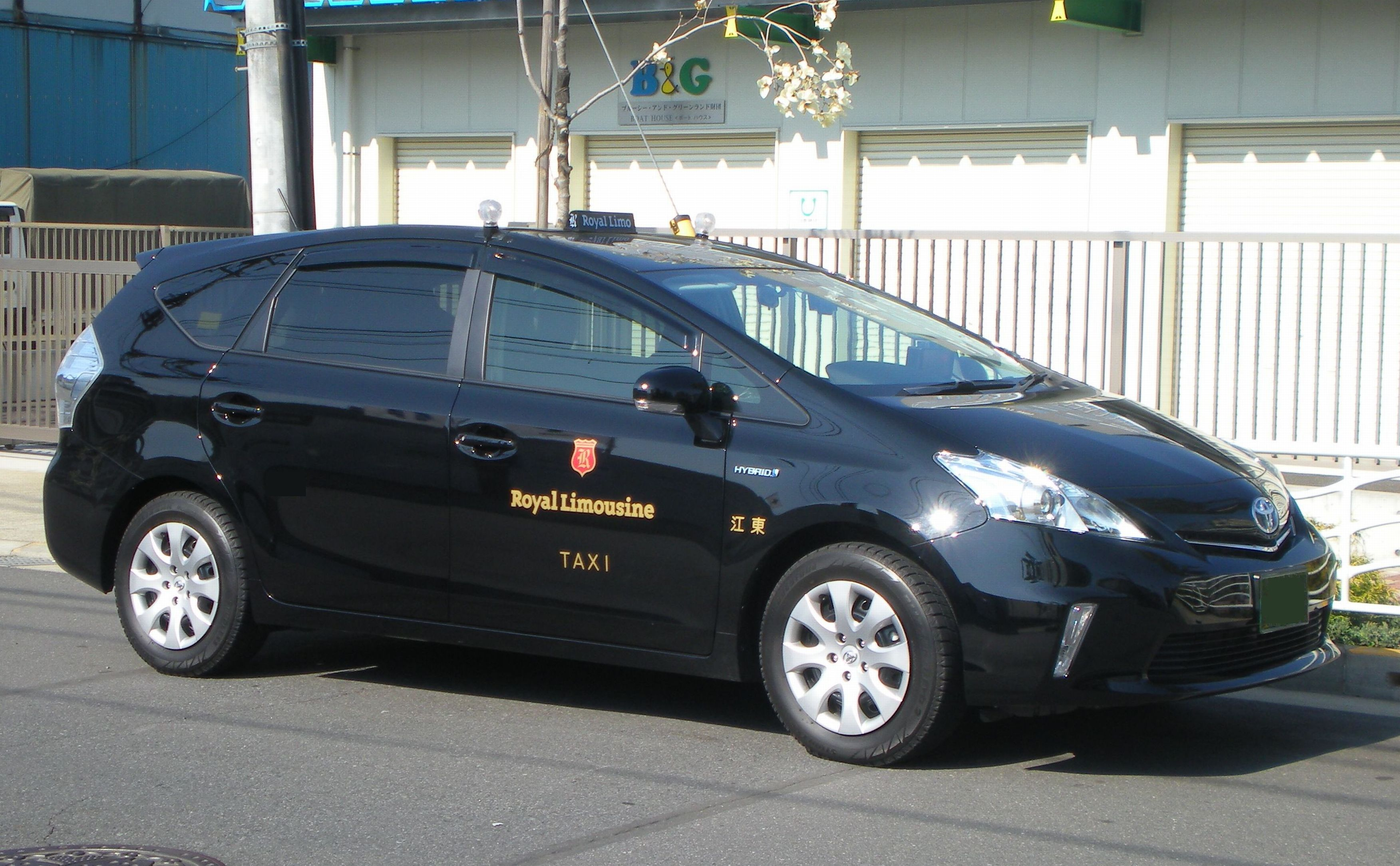
Taxi Toyota Prius + à Tokyo (Japon)
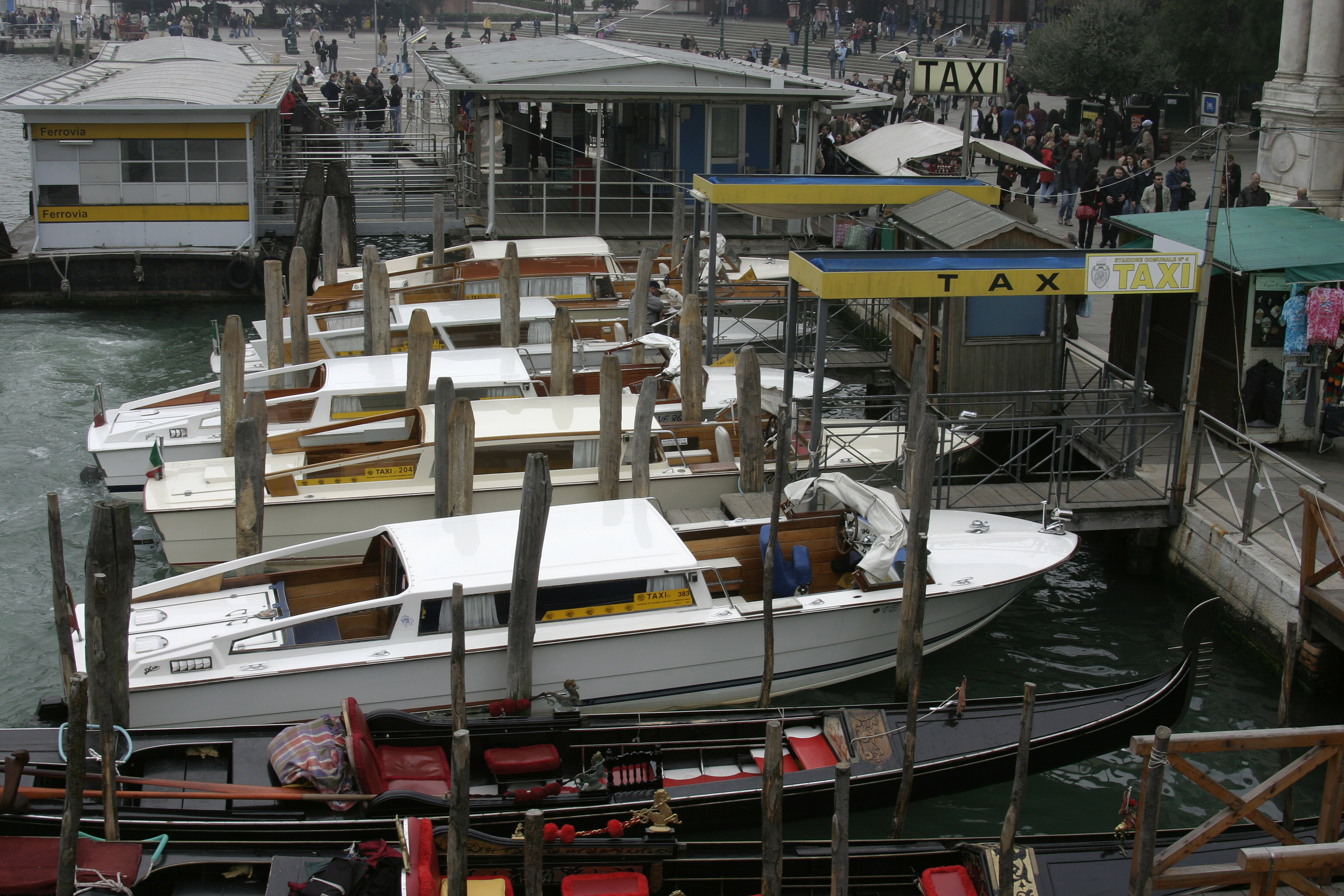
Bateau-taxi à Venise (Italie)
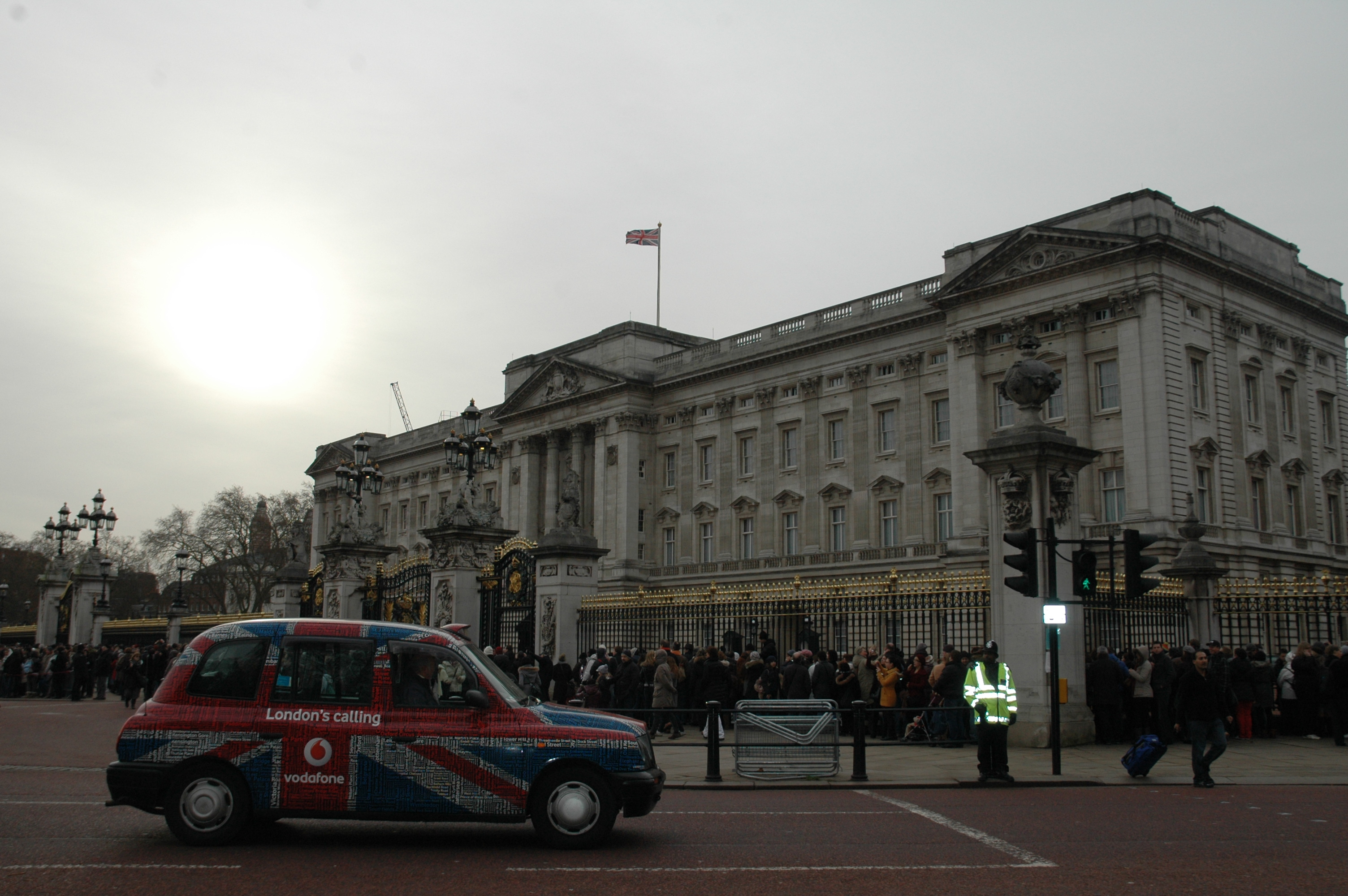
Taxi à Londres avec Union Jack devant Buckingham Palace